# Czarnuchy

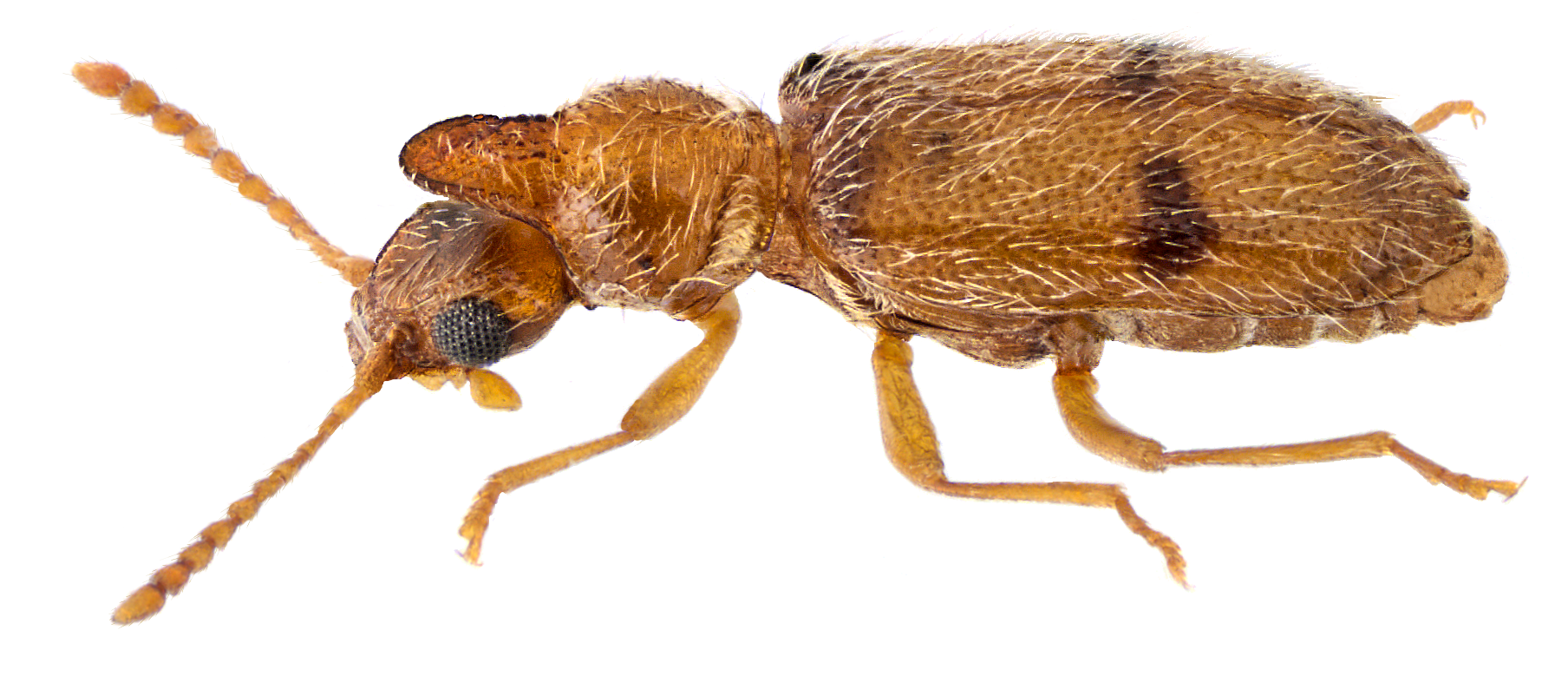
Notoxus senegalensis z rodziny nakwiatkowatych

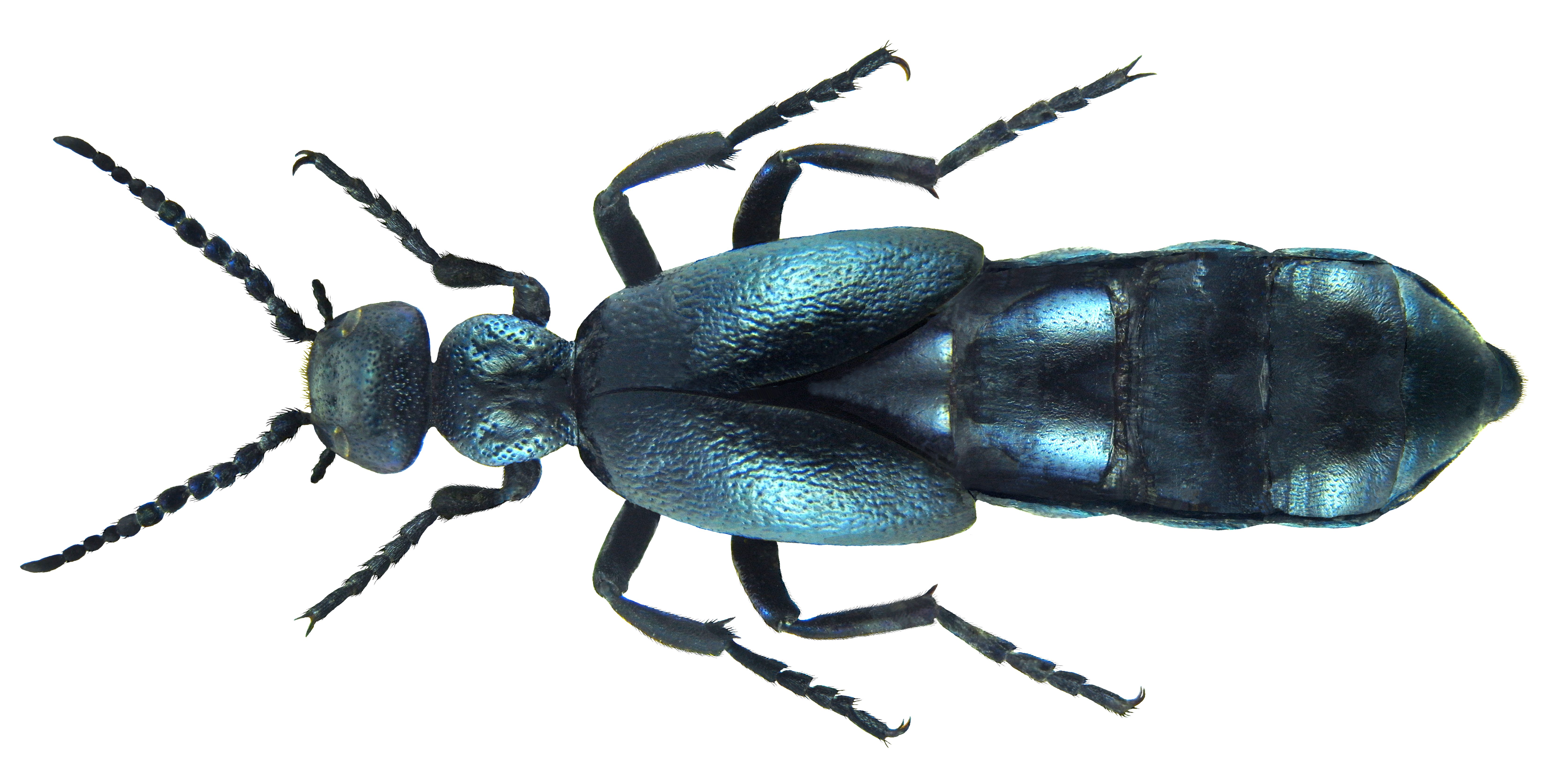
Oleica krówka z rodziny oleicowatych

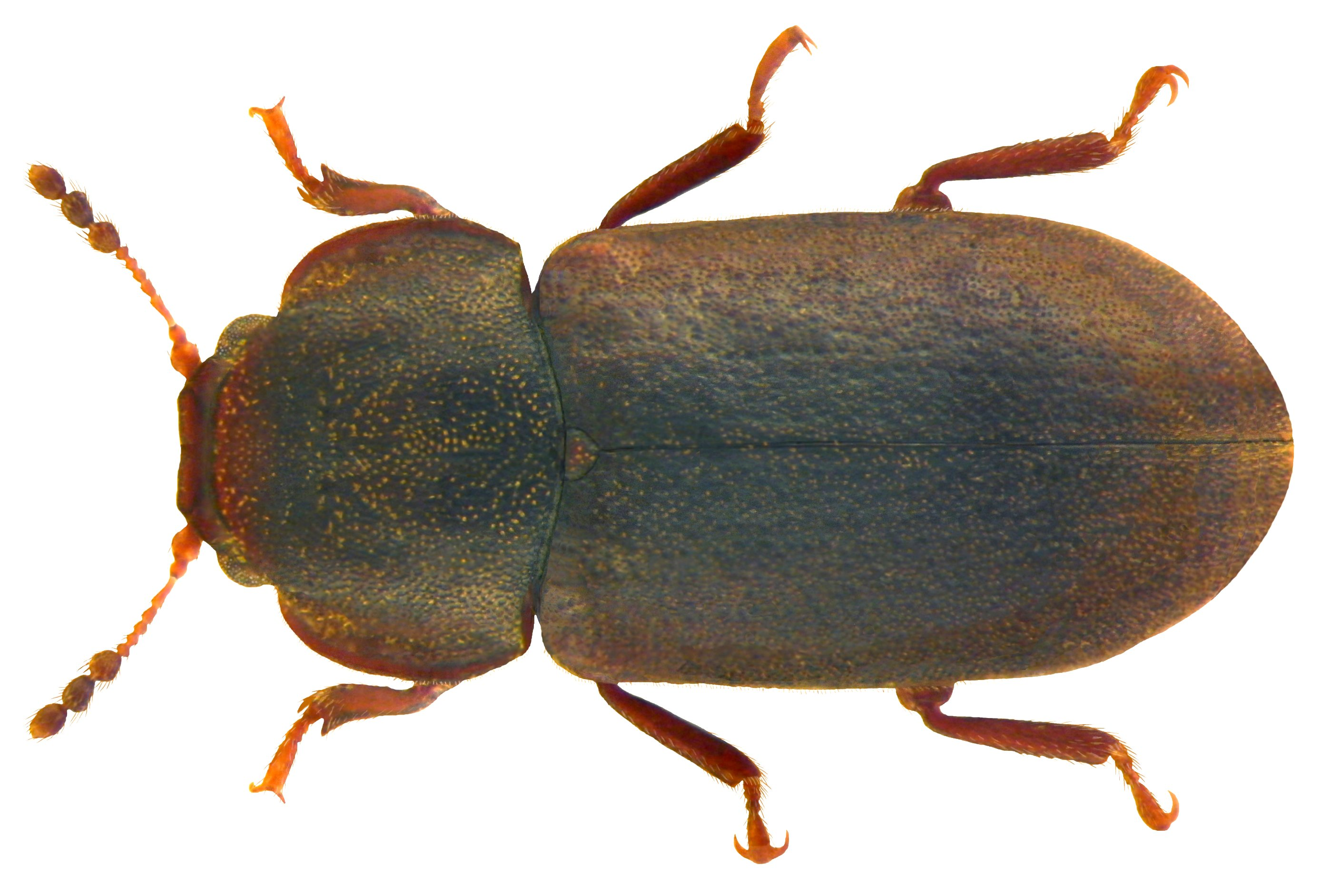
Cis boleti z rodziny czerwikowatych

Czarnuchy (Tenebrionoidea) – nadrodzina owadów z rzędu chrząszczy, podrzędu wielożernych i serii (infrarzędu) Cucujiformia. Zróżnicowana pod względem biologii i morfologii. Obejmuje około 34 tysięcy opisanych gatunków.
Nadrodzina ta odpowiada mniej więcej wyróżnianemu dawniej taksonowi różnostopych (Heteromera).

## Budowa i biologia
Grupa bardzo zróżnicowana pod względem budowy. Dwie początkowe pary odnóży mają u nich pięcioczłonowe stopy, a ostatnia czteroczłonowe. Niekiedy jednak u samców liczba członów może być zredukowana do czterech lub trzech u wszystkich stóp albo do trzech na stopach przednich i czterech na pozostałych parach. Ponadto ich odnóża cechuje silnie skośne połączenie krętarza z udem. U larw charakterystyczne jest występowanie mniej niż 6 par przyoczek bocznych.
Biologia czarnuchów również jest różnorodna. Wiele z nich przystosowanych jest do suchych środowisk i pokarmów ubogich w wodę. W kilkunastu rodzinach znaleźć można wyspecjalizowane grzybojady. Liczne są gatunki żerujące na martwym drewnie i innej martwej materii organicznej. Niektóre z nich przystosowały się do żerowania na produktach spożywczych, stanowiąc kosmopolityczne szkodniki magazynowe. Wśród zalęszczycowatych i nakwiatkowatych częsta jest melitofagia. Nieliczne gatunki czarnuchów żerują na żywych tkankach roślinnych lub są drapieżnikami. Mycteridae żerują wewnątrz roślin jednoliściennych. Larwy oleicowatych i wachlarzykowatych są pasożytami innych owadów.

## Systematyka i filogeneza
Do czarnuchów zalicza się około 34 tysięcy opisanych gatunków, sklasyfikowanych w około 1250 rodzajach i 28 rodzinach. Układ rodzin według pracy Boucharda i innych przedstawia się następująco:
- Mycetophagidae Leach, 1815 – ścierowate
- Archeocrypticidae Kaszab, 1964
- Pterogeniidae Crowson, 1953
- Ciidae Leach, 1819 – czerwikowate
- Tetratomidae Billberg, 1820
- Melandryidae Leach, 1815 – śniadkowate
- Mordellidae Latreille, 1802 – schylikowate
- Ripiphoridae Gemminger, 1870 (1855) – wachlarzykowate
- Zopheridae Solier, 1834 – gwozdnikowate
- Ulodidae Pascoe, 1869
- Promecheilidae Lacordaire, 1859
- Chalcodryidae Watt, 1974
- Trachelostenidae Lacordaire, 1859
- Tenebrionidae Latreille, 1802 – czarnuchowate
- Prostomidae Thomson, 1859
- Synchroidae Lacordaire, 1859
- Stenotrachelidae Thomson, 1859
- Oedemeridae Latreille, 1810 – zalęszczycowate
- Meloidae Gyllenhal, 1810 – oleicowate
- Mycteridae Oken, 1843 – niryjki
- Boridae Thomson, 1859 – ponurkowate
- Trictenotomidae Blanchard, 1845
- Pythidae Solier, 1834 – rozmiazgowate
- Pyrochroidae Latreille, 1806 – ogniczkowate
- Salpingidae Leach, 1815 – trąbiki
- Anthicidae Latreille, 1819 – nakwiatkowate
- Aderidae Csiki, 1909
- Scraptiidae Gistel, 1848
- †Apotomouridae Bao et al., 1848[6]

Filogeneza czarnuchów jest niejasna. Analiza Beutela i Friedricha z 2005, oparta na morfologii larw, wskazywała na ich monofiletyzm. Według wyników analizy morfologicznej Lawrence'a i innych z 2011, obejmującej cechy larw i imagines, czarnuchy tworzą kilka kladów i dla zachowania monofiletyzmu musiałyby obejmować Lymexyleoidea oraz niektórych przedstawicieli nadrodzin zgniotków i przekrasków. Analiza molekularna Gunter i innych z 2014 wskazuje na monofiletyzm kladu obejmującego czarnuchy i drwionki oraz, z ograniczonym wsparciem, na relację siostrzaną pomiędzy tymi nadrodzinami.